# لويس ميلن
لويس ميلن (بالإنجليزية: Lewis Milne)‏ (26 أبريل 1994 بإدنبرة في المملكة المتحدة - ) هو لاعب كرة قدم بريطاني في مركز الوسط. لعب مع نادي كاودينبيث لكرة القدم.

## وصلات خارجية
- لويس ميلن على موقع قاعدة بيانات كرة القدم.إي يو (الإنجليزية)
- لويس ميلن على موقع Soccerbase.com (لاعب) (الإنجليزية)
- لويس ميلن على موقع Soccerway.com (الإنجليزية)